# Kirsten Rolffes
Kirsten Rolffes Becker (født Kirsten Bæhr Rolffes 20. september 1928 i København, død 10. april 2000 sammesteds) var en dansk skuespillerinde.
Rolffes blev uddannet fra Frederiksberg Teaters Elevskole fra 1947 til 1948 og fortsatte derefter på Det Kongelige Teaters Elevskole, hvorfra hun dimitteredes i 1950. Efter en årrække på Det Kongelige blev hun fra 1963 tilknyttet flere turnéforestillinger, bl.a. på Aalborg Teater og Det Ny Teater. I 1977 spillede hun med stor succes Martha i H. Bergmans folkekomedie Familien Swedenhielms på Scala og var tilknyttet teatret i flere år. I 1988 vendte hun tilbage til Det Kongelige Teater
Hun har medvirket i mange danske film bl.a. Gummi-Tarzan, Otto er et næsehorn, Busters verden, Den store badedag og Dansen med Regitze og i et enkelt afsnit af Matador. Hun er meget kendt fra sin rolle som Sigrid Drusse i Lars von Triers tv-serier Riget og Riget II. Desuden medvirkede hun i tv-serierne Een stor familie og Landsbyen. Hendes stemme er kendt fra Disneys tegnefilm, idet hun bl.a. har lagt stemme til dronningen i Snehvide og de syv dværge, Havheksen i Den lille Havfrue og en af elefanterne i Dumbo.
Hun har modtaget adskillige priser. Hun var siden 1990 ridder af Dannebrogordenen; fra 1995 tillige af 1. grad. Kirsten Rolffes led i mange år af kræft og endte med at dø af sygdommen i april år 2000.

## Filmografi (uddrag)

### Spillefim
| År   | Titel                             | Rolle                          | Noter         |
| ---- | --------------------------------- | ------------------------------ | ------------- |
| 1951 | Mød mig på Cassiopeia             | personen med rumsterstang      |               |
| 1953 | Vi som går køkkenvejen            | Olga                           |               |
| 1955 | Gengæld                           | Lili Donner, hans kone         |               |
| 1956 | Qivitoq                           | sygeplejerske Kirsten Prage    |               |
| 1963 | Hvad med os?                      | Gorms ægtefælle                |               |
| 1963 | Inden for murene                  | Esther Levin                   | TV-spil       |
| 1968 | I den grønne skov                 | spåkone                        |               |
| 1969 | Manden der tænkte ting            | værtinde                       |               |
| 1970 | Løgneren                          | købmandskonen                  |               |
| 1974 | Rapportpigen                      | Harriet                        |               |
| 1974 | Pigen og drømmeslottet            | Emma Holgersen                 |               |
| 1974 | Nøddebo Præstegaard               | Rasmine, hans kone             |               |
| 1975 | Sønnen fra Vingården              | fru Martin, Konsulinde         |               |
| 1977 | Pas på ryggen, professor!         | Slavisk Instituts sekretær     |               |
| 1979 | Skal vi danse først?              | Susannes mor                   |               |
| 1981 | Historien om Kim Skov             | lærerinde                      |               |
| 1981 | Gummi Tarzan                      | hundedame                      |               |
| 1983 | Otto er et næsehorn               | fru Flora                      |               |
| 1984 | Busters verden                    | Joannas mor                    |               |
| 1985 | Walter og Carlo - op på fars hat  | Viola van Heimvee, Walters mor |               |
| 1986 | Walter og Carlo - Yes det er far  | Viola van Heimvee, Walters mor |               |
| 1987 | Sidste akt                        | miss Archie                    |               |
| 1988 | Elvis Hansen - en samfundshjælper | Putte, hans kone               |               |
| 1989 | Dansen med Regitze                | Regitzes mor                   | tildelt Bodil |
| 1990 | Casanova                          | sygeplejerske                  |               |
| 1991 | Den store badedag                 | fru Frederiksen                |               |
| 1992 | Sofie                             | Jonas' mor                     |               |
| 1997 | Nonnebørn                         | priorinde                      |               |

### Serier
| År      | Titel             | Rolle                            | Noter                   |
| ------- | ----------------- | -------------------------------- | ----------------------- |
| 1967    | Københavnerliv    |                                  |                         |
| 1972    | Livsens Ondskab   | fru Heilbunth                    |                         |
| 1977-80 | En by i provinsen | plejehjems forstanderinde        | afsnit 3                |
| 1978    | Ludvigsbakke      | admiralinden Schleppegrell       |                         |
| 1978    | Else Kant         | frk. Sternberg                   |                         |
| 1977-81 | Matador           | Anna Andersen-Skjern             | afsnit 15               |
| 1982-83 | Een stor familie  | frk. Gramme                      |                         |
| 1988-89 | Station 13        | fru Simonsen                     | afsnit 5                |
| 1990    | Dr. Dip           | justitsdepartementchef Krampe    |                         |
| 1991-95 | Landsbyen         | den dominerende enkefru Andersen |                         |
| 1994-97 | Riget             | fru Drusse                       | tildelt Bodil og Robert |
| 1997    | Riget II          | fru Drusse                       |                         |

### Stemme til Disneys tegnefilm
| År   | Titel                     | Rolle                      | Noter                       |
| ---- | ------------------------- | -------------------------- | --------------------------- |
| 1950 | Askepot                   | Den gode fe                |                             |
| 1951 | Alice i Eventyrland       | Fugl, rose og syvsovermus  |                             |
| 1953 | Peter Pan                 | Tiger-lily                 |                             |
| 1955 | Lady og Vagabonden        | Tante Sarah og Pedro       |                             |
| 1959 | Tornerose                 | Feen Magsvejr              |                             |
| 1961 | 101 Dalmatinere           | Nanny                      |                             |
| 1968 | Junglebogen               | Elefanten Winifred         |                             |
| 1970 | Bambi                     | Diverse roller             | Gendubbing af film fra 1942 |
| 1971 | Aristocats                | Madame Adelaide Bonfamille |                             |
| 1978 | Bernard og Bianca         | Madame Medusa              |                             |
| 1979 | Dumbo                     | Elefanten Matriark         | Gendubbing af film fra 1941 |
| 1982 | Snehvide og de syv dværge | Dronningen                 | Gendubbing af film fra 1937 |
| 1990 | Den lille Havfrue         | Havheksen Ursula           |                             |

## Privatliv
Hun var gift med Carl Viggo Rolffes Becker. Efter flere operationer for brystkræft indstillede hun i 1995 behandlingen og boede fra 1998 i en beskyttet æresbolig på Nørrebro.
Kirsten Rolffes er begravet på Garnisons Kirkegård.